# Buloke Shire
Buloke Shire is een Local Government Area (LGA) in Australië in de staat Victoria. Buloke Shire telt 6.981 inwoners. De hoofdplaats is Wycheproof.